# Edda Művek
Edda Művek (węg. „Edda Działa”) – węgierski zespół rockowy, założony w 1973 roku w Miszkolcu jako Griff. Słowo művek („działa”) symbolizuje to, że zespół rozpoczynał swoją karierę w Miszkolcu, typowym mieście przemysłowym Europy Środkowej, określanym „miastem stali” (acélváros).

## Historia

### Początki
W 1973 roku w Miszkolcu miał miejsce festiwal rockowy. Zainspirowany nim młody student, József Halász, założył wraz z przyjaciółmi grupę Griff, która miała charakter typowo amatorski. Kilka miesięcy później, inspirowani starymi islandzko-niemieckimi legendami, zmienili nazwę zespołu na Edda. Na ogół grali światowe hity w klubie Uniwersytetu w Miszkolcu, ale ich popularność szybko rosła. Ze względu na studia, zostało zastąpionych wielu członków. Pierwszym wokalistą zespołu został Zoltán Zsiga, którego zastąpił Attila Fodor, który z kolei został zastąpiony przez Attilę Patakyego. Gdy Halász przeprowadził się do Zalaegerszegu, dał pozwolenie Patakyemu na używanie nazwy „Edda”. Halász został zastąpiony przez Józsefa Szepcsika, ale ten zginął w wypadku. Pataky poprosił Halásza o powrót do grupy, na co ten przystał, ale wkrótce później zmarł na raka.
W 1977 roku Pataky chciał utworzyć „nową Eddę”, która w założeniu miała być popularnym zespołem rockowym. W tym celu zebrał najlepszych muzyków rockowych z Miszkolca. Jego nowym partnerem został znany gitarzysta, István Slamovits. Postanowili podbić węgierską scenę muzyczną, co w latach 70. było prawie niemożliwe dla grup spoza Budapesztu.

### „Klasyczna” Edda
W Budapeszcie zespół koncertował po raz pierwszy w 1979 roku, ale koncert nie był udany (jedynie 178 widzów). Mimo to ich popularność w kraju szybko rosła. Jeszcze w tym samym roku nagrano pierwszy singel (Minden sarkon / Álom), a w następnym roku Edda wydała pierwszy album, zatytułowany Edda Művek 1.. Album stał się bardzo popularny na Węgrzech, osiągając z pół milionem sprzedanych egzemplarzy status diamentowej płyty. Wiele piosenek z albumu stało się hitami. Sukcesy zespołu spowodowały, że skomponował on ścieżkę dźwiękową do filmu Ballagás. Jednakże w zespole pojawiły się problemy. Alfonz Barta wyjechał do Szwajcarii i nigdy nie wrócił. Zmieniono basistę i perkusistę. W 1983 roku Pataky i Slamovits pokłócili się, po czym nastąpiło rozwiązanie grupy: ostatni koncert „klasyczna Edda” dała w Miszkolcu 17 grudnia 1983 roku.

### „Nowa” Edda
Pataky postanowił zacząć wszystko od nowa. W tym celu w 1984 roku udał się do Norwegii wraz z László Fortuną (jedynym członkiem „klasycznej” Eddy), Péterem Csomósem i Endre Csillagiem. Grali oni w klubach w nocy i pisali nowe piosenki przez cały dzień. W 1985 roku Pataky wrócił na Węgry. „Nowa” Edda miała tylko dwóch członków, Patakyego i Fortunę; pozostali członkowie występowali w zespole gościnnie. Powrót był bardzo udany, podobnie jak w przeszłości, ale z jedną różnicą: wszyscy nowi muzycy nie mieszkali w Miszkolcu, a w Budapeszcie. „Nowa” Edda została ostatecznie założona w 1988 roku. Charakterystyczne dla grupy były nietypowe miejsca koncertów, jak więzienia, huty itd.
W 1991 roku nowym członkiem grupy został Péter Kun, który zastąpił Istvána Alapiego, wyjechałego do Kanady. Jednakże w 1993 roku Kun zginął w wypadku. Po tej tragedii Alapi wrócił do zespołu.
W 1997 roku nastąpiła ostatnia zmiana wśród członków zespołu: Tibor Donászy został zastąpiony przez Zoltána Hetényi. W 1998 roku grupa wydała swój pierwszy anglojęzyczny album, Fire and Rain.  Od tego czasu Edda wydaje nowy album co trzy-cztery lata. Co roku ma miejsce Edda Tour. Pierwszy koncert na DVD został wydany w 2008 roku.

## Dyskografia

### Studyjne
- Edda Művek 1. (1980)
- Edda Művek 2. (1981)
- Edda Művek 3. (1983)
- Edda Művek 6. (1986)
- Változó idők (1988)
- Pataky-Slamovits (1988)
- Szaga van! (1989)
- Győzni fogunk (1990)
- Szélvihar (1991)
- Edda Művek 13. (1992)
- Elveszett illúziók (1993)
- Sziklaszív (1994)
- Edda Blues (1995)
- Edda 20. (1997)
- Fire and Rain (1998)
- Nekem nem kell más (1999)
- Örökség (2003)
- Isten az úton (2005)
- Átok és áldás (2009)
- Inog a világ (2011)
- A sólyom népe (2015)

### Koncertowe
- 1...2...3...Start (1982)
- Viszlát Edda! (1984)
- Edda Művek 5. (1985)
- Az Edda két arca – Koncert (1992)
- Lelkünkből (1994)
- Edda 15. születésnap (1995)

### Kompilacje
- Best Of Edda 1980-1990 (1990)
- Az Edda két arca – Lírák (1992)
- Filmslágerek magyarul 3. (1993) (gościnnie)
- Karaoke Edda (1994)
- Lírák II. (1997)
- Best Of Edda 1988-1998 (1998)
- A magyar rockzene hőskora (4. lemez) (2000)
- Platina (2005)
- A szerelem hullámhosszán (2006)
- Emberek Emberekért (2007) (gościnnie)

### Specjalne
- Elvarázsolt Edda-dalok (1996)

### Single i EP
- Edda kislemez (1979)
- Ballagás (1981)
- MIDEM Promo (1982)
- Pataky Attila és D. Nagy Lajos (1986)
- Edda Művek 7. Előzetes kislemez (1987)
- Hazatérsz (1995)

## Filmografia
- Ballagás – zespół skomponował ścieżkę dźwiękową do filmu i gościnnie w nim wystąpił
- Egy nap rock – film dokumentalny o festiwalu rockowym z 1981 roku, na którym wystąpił m.in. zespół Edda Művek
- A pártfogolt – film dokumentalny o festiwalu rockowym Dorogi Rockfesztivál z 1981 roku, na którym wystąpił m.in. zespół Edda Művek
- Kölyköd voltam – dokument o rozpadzie „klasycznej” Eddy
- Koncert tűzközelben – VHS z koncertu z 1986 roku w Lenin Kohászati
- Edda a Petőfi Csarnokban – VHS z koncertu z 1988 roku
- Unplugged koncert – VHS z koncertu z 1994 roku w Gárdony
- Edda-tábor – VHS z koncertu z 1994 roku w Gárdony
- Edda 15. születésnap – VHS z koncertu (rövidebb anyag, mint a dupla CD)
- 20 éves jubileumi koncert, Kisstadion – VHS z koncertu
- Amíg él, el nem felejti – DVD z koncertu z 2007 roku w Papp László Sportarénabeli

## Książki
O zespole powstały trzy książki:
- Géza Riskó: Edda Művek, Miskolc (1984)
- Géza Riskó: Vasrock (1987)
- Attila Pataky: Bor, szex, rock and roll... és lélek (2007)